# بودلویتس
بودلویتس (به آلمانی: Bodelwitz) یک شهر در آلمان است که در Landkreis Ziegenrück واقع شده‌است. بودلویتس ۶۲۴ نفر جمعیت دارد.